# Robin Hood: Prince of Thieves (datorspel)
Robin Hood: Prince of Thieves är ett NES- och Game Boyspel utvecklat av och Sculptured Software och Bits Studios, samt utgivet av Virgin Games. Spelet är baserat på långfilmen med samma namn, och utspelar sig i Jerusalem och England under Medeltiden.

### Fotnoter
1. ↑  ”Robin Hood: Prince of Thieves”. NES DB. 27 februari 1991. Arkiverad från originalet den 11 mars 2015. https://web.archive.org/web/20150311182628/http://www.nesdb.se/game_more.php?id=1221&rid=1. Läst 18 april 2014.
2. ↑  ”Release information”. GameFAQs. Arkiverad från originalet den 6 juni 2009. https://web.archive.org/web/20090606144514/http://www.gamefaqs.com/console/nes/data/587572.html. Läst 25 juli 2008.